# 冠額似刺鎧蝦
冠額似刺鎧蝦（学名：Paramunida cristata）为鎧甲蝦科似刺鎧蝦屬下的一个种。